# American Sociological Review
American Sociological Review (ASR), grundad 1936 av American Sociological Association, är en  peer-review fackvetenskaplig tidskrift som utkommer varannan månad och täcker in den sociologiska forskningsfronten. Innehållet utgörs av bland annat ny teoretisk forskning, resultat från forskning som fördjupar kunskaperna kring grundläggande sociala processer och metodologisk kunskapsutveckling. 
Ungefär 8,8 procent (2009) av alla artiklar som skickas till American Sociological Review publiceras och väntetiden för beslut om publicering är 12 veckor.
Tidskriften ges ut av SAGE Publications på uppdrag av American Sociological Association. Dess chefredaktörer är Tony Brown, Katharine Donato, Larry Isaac, och Holly McCammon (Vanderbilt University).